# My Fist Your Face
My Fist Your Face är en låt av Aerosmith skriven av Steven Tyler, Joe Perry, Brad Whitford, Tom Hamilton och Joey Kramer. Låten släpptes som andra singel från albumet Done with Mirrors från 1985 och släpptes som en 12 tums vinyl.